# Nudaurelia broschi
Nudaurelia broschi is een vlinder uit de familie nachtpauwogen (Saturniidae). De wetenschappelijke naam van de soort is voor het eerst geldig gepubliceerd door Philippe Darge in 2002.

## Type
- holotype: "male, XII.1999. leg. W. Kilumile"
- instituut: Collectie Philippe Darge, Clénay, Frankrijk
- typelocatie: "Tanzania, Iringa Province, Idudzu"